# Darko Pivaljević
Darko Pivaljević (Servisch: Дарко Пиваљевић) (Valjevo, 18 februari 1975) is een Servisch voetballer en voetbaltrainer.

## Spelerscarrière
Pivaljević is een aanvaller die zijn professionele carrière van start heeft laten gaan in zijn geboortestreek bij clubs zoals Krusik Valjevo, Rode Ster Belgrado, Čukarički Stankom Beograd en FK Mladost Lučani. Hierna vertrok hij eind de jaren 90 naar België om bij Antwerp FC te gaan voetballen. Hij maakte er een degradatie naar tweede klasse en een promotie naar eerste klasse mee.
In 2000 stond hij hoog op het verlanglijstje van 1. FC Köln, dat toen net gepromoveerd was naar de Bundesliga. Er werd van hem verwacht dat hij met veel doelpunten het behoud van de Keulse club in de Bundesliga kon bewerkstelligen. Hij was op dat moment immers de tweede duurste transfer ooit voor Keulen. Doelpunten bleven echter uit en het geduld van trainer Ewald Lienen raakte op. In 2 jaar tijd kwam hij er slechts 8 keer in actie en maakte slechts 1 doelpunt.
Halfweg het seizoen 2001-02 keerde hij terug naar België, meer bepaald naar Sporting Charleroi. Na een korte terugkeer naar Servië bij Rad Beograd was het zijn ex-club Antwerp FC die hem daar terug opmerkte waardoor Darko voor een derde keer terug naar België ging. Toen Antwerp degradeerde naar de tweede klasse sloot Pivaljević zich aan bij Cercle Brugge. Cercle verlengde in 2007 zijn contract niet waardoor Antwerp FC erin slaagde om hem voor een derde keer naar zich wist te lokken. Zijn laatste verblijf bij Antwerp duurde vier jaar. In 2011 vertrok hij naar vierdeklasser Cappellen FC.
Pivaljević droeg ook 18 keer het shirt van de Joegoslavische beloften.

## Trainerscarrière
In het seizoen 2012-2013 was Pivaljević speler-trainer bij Merksem SC. Het team eindigde dertiende in Vierde klasse C.